# 愛民区
愛民区（あいみん-く）は中華人民共和国黒竜江省牡丹江市に位置する市轄区。

## 歴史
1937年（康徳4年）、満洲国により牡丹江市が設置された際の北区の管轄区域の一部であった。
1945年（民国34年）、日本の敗戦に伴い満洲国が崩壊、国共内戦の結果牡丹江地区を実効支配する中国共産党により北区は金鈴区と改称、1949年、愛民街道を改編し愛民区が成立した。1952年1月、愛民区と七星区が合併し第1区が成立、1954年9月には第4区に改編され、1956年9月には区制が廃止となり新華街道弁事処とされた。1958年1月、再び愛民区が設置、1970年に団結人民公社と改称されたが、同年10月に愛民区に名称がもどされている。

## 行政区画
7街道、1鎮を管轄：
- 街道：向陽街道、黄花街道、鉄北街道、新華街道、大慶街道、興平街道、北山街道
- 鎮：三道関鎮

## 教育

### 大学
- 牡丹江師範学院（中国語版）
- 牡丹江医学院（中国語版）
- 牡丹江大学（中国語版）
- 黒竜江林業職業技術学院（中国語版）
- 黒竜江商業職業学院（中国語版）
- 黒龍江幼児師範高等専科学校（中国語版）

## 交通

### 道路
- 高速道路
  - 綏満高速道路
- 国道
  -  G301国道

## 健康・医療・衛生
- 丹江医学院附属紅旗医院
- 牡丹江医学院附属第二医院[1]
- 牡丹江市愛民区衛生防疫站